# Solar-Institut Jülich
Das Solar-Institut Jülich (SIJ) wurde 1992 als zentrale wissenschaftliche Einrichtung der FH Aachen gegründet.
Ziel des Instituts ist die Entwicklung anwendungsorientierter technischer Lösungen in den Bereichen der regenerativen und effizienten Energienutzung.

## Arbeitsfelder
Entwicklungen erfolgen in Zusammenarbeit mit der Industrie sowie mit nationalen und internationalen Partnern in Hochschulen und Forschungseinrichtungen. Das SIJ bindet dabei unterschiedlichen Fachbereiche der FH Aachen ein. Das SIJ unterhält weltweite Kooperationen unter anderem zur Verbreitung von solaren Technologien für Entwicklungsländer.
Der Technologietransfer erfolgt durch die Förderung von Ausgründungen und Lizenzvergaben.

### Solarthermische Systeme
Bei solarthermischen Systemen wird das Sonnenlicht direkt oder in konzentrierter Form absorbiert und die entstehende Wärme genutzt. Die Wärme kann zur Raum- oder Brauchwasserheizung eingesetzt werden aber auch zum Antrieb von Kältemaschinen, zur Erzeugung von Prozessdampf in der Industrie oder zur Stromerzeugung. In letzterem Fall ersetzt die Sonne den fossilen oder nuklearen Brennstoff eines thermischen Kraftwerks. Das Institut forscht insbesondere auf den Gebieten der solaren Niedertemperatur- und Prozesswärmekollektoren sowie Hochtemperaturabsorbern für solarthermische Kraftwerke.
Wichtigstes Projekt in diesem Arbeitsfeld ist das Solarthermischen Demonstrations- und Versuchkraftwerk Jülich, auch als Solarturm Jülich (STJ) bekannt. Dabei handelt es sich um ein Kraftwerk, bei dem über 2000 Spiegel die Energie des Sonnenlichts zuerst konzentrieren und dann mittels eines innovativen Keramikabsorbers an das Arbeitsfluid Luft bei ca. 700 °C abgeben. Mit der erhitzten Luft wird Dampf erzeugt, der eine Turbine mit 1500 kW Leistung antreibt. Der Solarturm Jülich wurde vom SIJ initiiert.  Durch den exklusiven Zugang zum Solarthermischen Demonstrations- und Versuchkraftwerk Jülich (STJ) verfügt das SIJ innerhalb der deutschen und internationalen Hochschullandschaft über ein Alleinstellungsmerkmal.

### Effiziente Gebäudetechnik
Der größte Anteil unseres Energieverbrauchs wird zum Heizen, Kühlen, Belüften und Beleuchten unserer Gebäude benötigt. Die Entwicklung und Umsetzung innovativer Ideen für Neu- und Altbau ist für eine wesentliche Reduktion unserer CO2-Emissionen unabdingbar. Das SIJ entwickelt mit verschiedenen Partnern neue Produkte und neue Konzepte zur Reduktion von CO2-Emissionen von Gebäuden. Zum Beispiel werden Demonstrationsgebäude mit der Messtechnik des SIJ geprüft.

### Verwendung poröser Strukturen
Poröse Strukturen finden in vielen industriellen Anwendungen ihren Einsatz, insbesondere in den Bereichen Wärmeübertragung, Filterung und Katalyse. Keramikabsorber werden durch das SIJ für den solaren Hochtemperaturbereich entwickelt sowie für andere Bereiche modifiziert und optimiert: Zum Beispiel als Rußpartikelfilter für Kraftfahrzeuge, als Gasmischer in der Abgasentstickung und in der Kühlung von Gasturbinen.

### Wasseraufbereitung
In vielen Regionen mit hoher Sonneneinstrahlung herrscht gleichzeitig großer Wassermangel. Das SIJ untersucht und entwickelt Systeme, mit deren Hilfe Meerwasser oder kontaminiertes Wasser mit Solarenergie zu Trinkwasser aufbereitet werden kann (solare Meerwasserentsalzung). Im Vordergrund stehen dabei bisher kleine Anlagen zur Versorgung von Dörfern in ländlichen Regionen.

### Systemanalyse und Ressourcenproduktivität
Welche strukturellen Veränderungen des Energieversorgungssystems sind kurz-, mittel- und langfristig notwendig, um bei gleichzeitiger Gewährleistung von Versorgungssicherheit die gesellschaftlichen Ziele: Nachhaltigkeit und Klimaschutz zu erreichen? Diese zentrale Frage der modernen Gesellschaft versucht das SIJ unter anderem durch den Einsatz komplexer Simulationstools im Auftrag von Regierungseinrichtungen und auf Subsysteme heruntergebrochen auch für die Industrie zu beantworten. Dabei werden die Auswirkungen von möglichen zukünftigen Veränderungen der Subsysteme auf die Nachhaltigkeitsziele hin untersucht. Durch die Anwendung verschiedener Methoden zur Ökobilanzierung und Ressourcenproduktivität werden Anlagen zur Energieversorgung bewertet und Optimierungsmöglichkeiten aufgezeigt.

### Bildung
Neben Vorlesungen, theoretischen und praktischen Übungen zum Thema „regenerative Energien“ für Studierende der Ingenieurwissenschaften bietet das SIJ auch Bildungsangebote für Schüler/-innen, Handwerker/-innen und Ingenieure/-innen an.
Die jährlich stattfindende Summer School Renewable Energy z. B. bietet ein Programm zur Qualifizierung von Studierenden auf dem Gebiet der Erneuerbaren Energien und deren Anwendung. Im Jahr 2015 wurde die Summer School Renewable Energy mit dem Deutschen Solarpreis in der Kategorie Bildung und Ausbildung ausgezeichnet.